# New York Stadium
Le New York Stadium est un stade de football anglais situé à Rotherham dans le Yorkshire du Sud. C'est le stade du club de troisième division Rotherham United.

## Histoire
Rotherham United annonça avoir l'intention de construire un nouveau stade après avoir déménagé de leur ancien stade "Millmoor" en mai 2008 à cause d'une dispute avec le propriétaire du stade Ken Booth. En janvier 2010, le club acheta le terrain ayant précédemment abrité la fonderie Guest and Chrimes afin de l'utiliser pour y placer son nouveau stade. L'autorisation de construire fut attribuée en novembre 2010, et les premières images du futur stade furent présentées peu après.
Le nom "New York Stadium" fut annoncé officiellement le 19 décembre 2011, ayant été préféré à "The Foundry" et "The Waterfront Stadium". Le stade tient son nom du fait que la zone où il se trouve s'appelle elle-même New York.
La construction débuta en juin 2011 et le stade ouvrit ses portes officiellement le 12 mars 2012 des mains de Edward de Kent, duc de Kent. Le premier match joué sur ce terrain fut un match de présaison entre Rotherham United et Barnsley, le 21 juillet 2012. L'équipe à domicile gagna le match 2-1, le premier goal étant marqué par Jacob Mellis de Barnsley. Le premier match de ligue joué au New York Stadium fut tenu le 18 août 2012, et vu Rotherham battre Burton Albion 3-0, Daniel Nardiello devant ainsi le premier buteur dans une compétition officielle du stade.
Le 16 avril 2014, le stade abrita un match de l'équipe d'Angleterre des moins de 18 ans. Le match se termina sur une victoire anglaise, les jeunes internationaux ayant battu l'Allemagne U18 2-1. Plus de 9000 personnes ont assisté au match.
Le New York Stadium fait ensuite partie de la sélection de stades accueillant quelques rencontres du Championnat d'Europe féminin de football 2022.